# پروژه چنولوژی

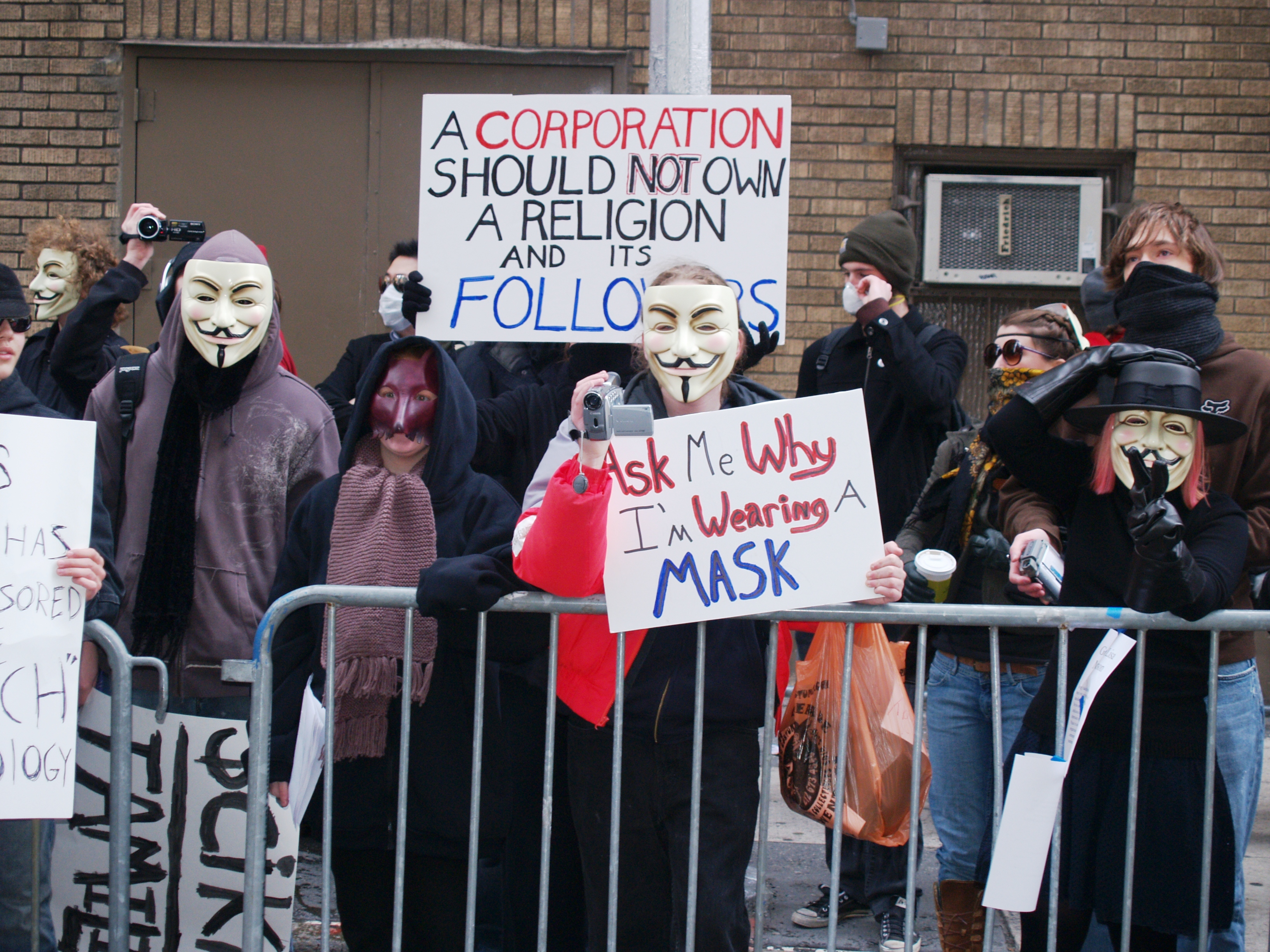
معترضان در مقابل یک مرکز ساینتولوژی

پروژه چنولوژی (به انگلیسی: Project Chanology) (یا عملیات چنولوژی) یک جنبش اعتراضی به اعمال کلیسای ساینتولوژی است که توسط اعضای گروه آنانیموس(ناشناس) راه اندازی شد. پروژه در پاسخ به اقدام کلیسای ساینتولوژی برای حذف بخش‌هایی از ویدئوی مصاحبه با ساینتولوژیست معروف، تام کروز، از اینترنت آغاز شد.
گروه آنانیموس در یک کلیپ در یوتیوب اعلام کردند که اقدام کلیسای ساینتولوژی را سانسور اینترنت تلقی می‌کنند و با آن مبارزه خواهند کرد. به دنبال پخش این ویدئو، حملات شدید انکار سرویس (DDoS) و کمی پس از آن، فکس‌های سیاه، مزاحمت‌های تلفنی و اقدامات مختلف دیگر با هدف اخلال در اعمال کلیسای ساینتولوژی آغاز شد. در فوریه ۲۰۰۸، حملات آنانیموس بیشتر به روش‌های قانونی متمایل شد. شامل اعتراضات غیر خشونت‌آمیز و تلاش برای مجاب کردن اداره مالیات برای بررسی کردن تخلفات مالیاتی احتمالی کلیسای ساینتولوژی.
واکنش کلیسای ساینتولوژی به این اعمال متفاوت بوده‌است. در ابتدا یکی از سخنگویان کلیسا گفت که اعضای گروه آنانیموس «اطلاعات نادرستی در مورد ساینتولوژی دارند.» یکی دیگر گروه را «یک مشت گیک کامپیوتر» خواند. کمی بعد کلیسای ساینتولوژی برای اشاره به گروه آنانیموس شروع به استفاده از کلمه «تروریست سایبری» کرد و گفت این گروه مرتکب «جنایات تنفر مذهبی» علیه کلیسا شده‌است.
برخی مخالفان کلیسای ساینتولوژی نیز بعضاً از پروژه چنولوژی انتقاد کرده‌اند. آن‌ها می‌گویند پروژه چنولوژی آن‌چنان تهاجمی است که باعث می‌شود کلیسای ساینتولوژی بتواند ادعا کند مورد آزار مذهبی قرار گرفته‌است. برخی دیگر از مخالفان ساینتولوژی نیز در ابتدا قانونی بودن پروژه را زیر سؤال بردند، اما با تغییر رویه پروژه از حملات الکترونیک به اعتراضات قانونی، به حمایت از پروژه پرداختند.

## پس‌زمینه
کلیسای ساینتولوژی گذشته‌ای پر از درگیری با گروه‌های اینترنتی دارد. در ۱۹۹۵ وکلای کلیسای ساینتولوژی تلاش کردند گروه خبری ای. آر. اس را از وب‌گاه یوزنت حذف کنند. این کار نتیجه معکوس داشت و باعث شد توجهات زیادی به‌ای. آر. اس جلب شود. درگیری با ای. آر. اس باعث شد تا یک گروه هکری با نام مکتب گاو مرده(به انگلیسی: Cult of the Dead Cow) علیه کلیسای ساینتولوژی اعلان جنگ کنند. کلیسای ساینتولوژی یک کارزار قانونی ۱۰ ساله را علیه نویسنده هلندی کارین سپاینک، و تعدادی شرکت خدمات اینترنتی به راه انداخت زیرا سپاینک مدارکی را روی اینترنت قرار داده بود که کلیسا ادعا می‌کرد تعالیم سری سازمان هستند. تلاش‌های کلیسای ساینتولوژی با شکست در یک دادگاه هلندی در ۲۰۰۵ پایان یافت. این سری اقدامات کلیسای ساینتولوژی عموماً «ساینتولوژی علیه اینترنت»(به انگلیسی: Scientology versus the Internet) نامیده می‌شوند.

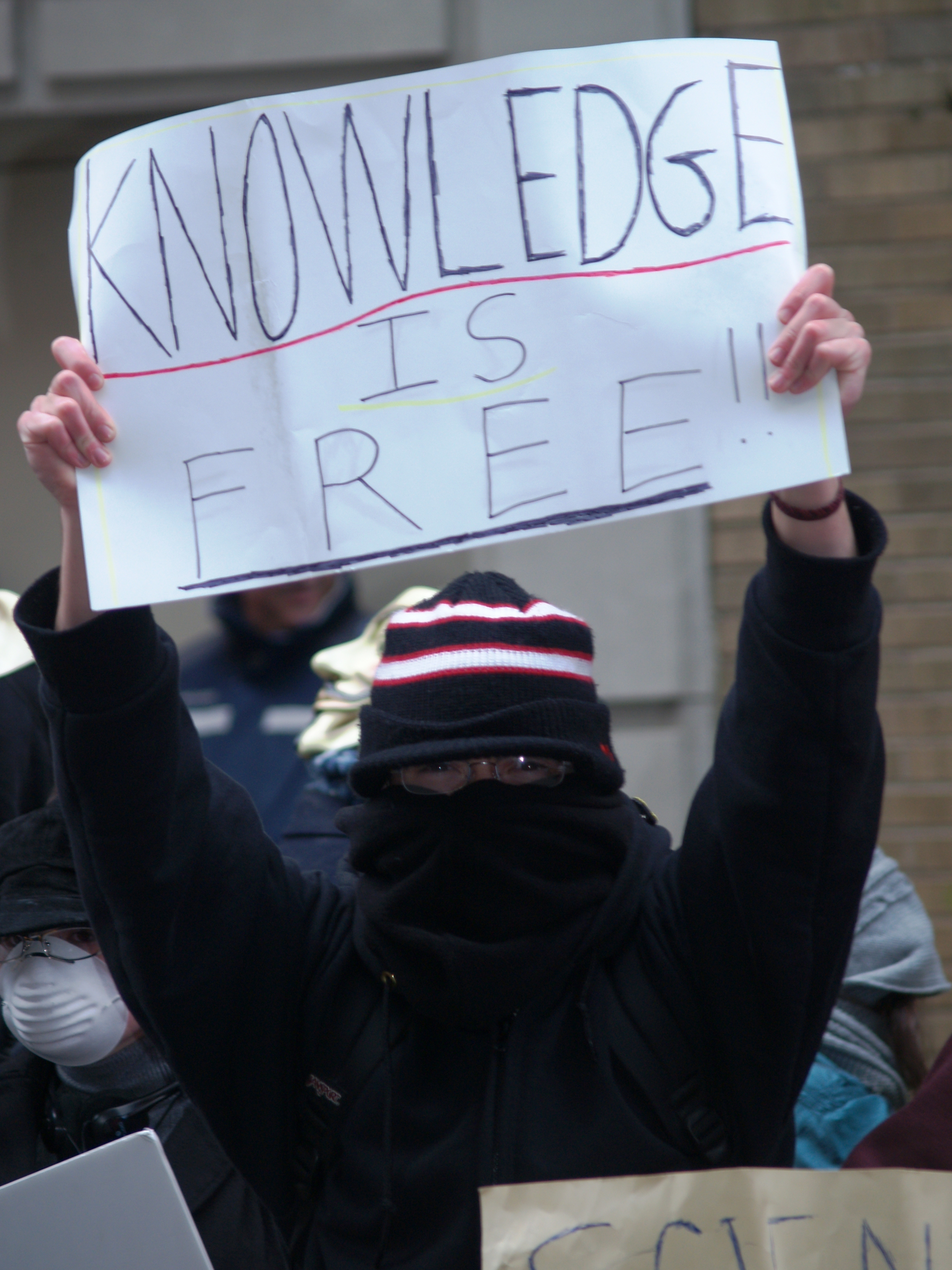
درخواست حذف ویدئوی تام کروز از طرف کلیسای ساینتولوژی این باور را ایجاد کرد آن‌ها در تلاش برای سانسور اطلاعات دربارهٔ خود هستند.

### ویدئوی تام کروز
در چهاردهم ژانویه ۲۰۰۸ یک ویدئوی ساخته شده توسط کلیسای ساینتولوژی که شامل یک مصاحبه با تام کروز بود به روی یوتیوب قرار داده شد. در این ویدئو موسیقی متن فیلم مأموریت غیر ممکن تام کروز در پس‌زمینه پخش می‌شود و وی اظهارات مختلفی می‌کند. شامل اینکه ساینتولوژیست‌ها تنها کسانی هستند که می‌توانند بعد از یک تصادف اتوموبیل کمک کنند، و اینکه ساینتولوژیست‌ها دارای قدرت ترک دادن معتادان مواد مخدر هستند. به گفته مجله تایمز، تام کروز در این ویدئو در حال «اغراق در مورد خوبی‌های ساینتولوژی» دیده می‌شود. دیلی تلگراف تام کروز را در این ویدئو «به نظر دیوانه»ای توصیف کرد که «با شور در مورد عشقش به ساینتولوژی حرف می‌زند».
کلیسای ساینتولوژی ادعا کرد که ویدئویی که به یوتیوب و دیگر وب‌گاه‌ها درز کرده بود «غارت شده و تدوین شده» است و از یک ویدئوی ۳ ساعته که برای اعضای این سازمان ساخته شده بود گرفته شده‌است. یوتیوب ویدئوی تام کروز را در پی تهدید به اقدام قانونی حذف کرد. وب‌گاه Gawker.com ویدئو را حذف نکرد و وب‌گاه‌های دیگر نسخهٔ کامل آن را جایگزین کردند. وکلای کلیسای ساینتولوژی نامه‌ای به Gawker.com فرستادند و حذف ویدئو را خواستار شدند. اما یکی از مسئولین Gawker در این باره گفت: «این ویدئو ارزش خبری دارد و ما آن را حذف نخواهیم کرد».

### شکل‌گیری
پروژه چنولوژی پس از آنکه کلیسای ساینتولوژی یک ادعای قانونی برای حذف ویدئوی تام کروز از روی اینترنت را مطرح کرد، توسط اعضای وب‌گاه‌هایی مانند ۴چن، partyvan.info و چند کانال آی‌آرسی مختلف که مجموعاً به نام گروه آنانیموس شناخته می‌شوند، در ۱۶ ژانویه آغاز شد.
وب‌گاهی به نام «Project Chanology» توسط اعضای این گروه ایجاد شده‌است که اعمال برنامه‌ریزی شده، در حال انجام، یا انجام شده علیه کلیسای ساینتولوژی توسط همراهان پروژه را ثبت می‌کند. این وب‌گاه شامل لیست‌هایی از پیشنهادهای مختلف مانند تاکتیک‌های چریکی برای مبارزه علیه کلیسای ساینتولوژی نیز هست. اعضای پروژه از وب‌گاه‌های دیگری نیز مانند دانشنامه دراماتیک و فیسبوک برای هماهنگی استفاده می‌کردند. یک تحلیل‌گر امنیتی به مجله ایج گفت که تعداد افرادی که در پروژه دخیل هستند می‌تواند هزاران نفر باشد. او گفت: «نمی‌شود آن را به یک فرد یا گروه نسبت داد. هزاران نفر هستند که تصمیم گرفته‌اند هر چه می‌توانند علیه ساینتولوژی انجام دهند.»

## فعالیت‌ها

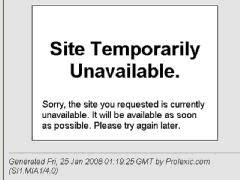
پیام خطا متعلق به سرورهای Prolexic Technologies ناشی از حملات انکار سرویس

### فعالیت‌های اینترنتی
پروژه چنولوژی کارزار خود را با حملات انکار سرویس علیه وب‌گاه‌های ساینتولوژی و غرق کردن مراکز ساینتولوژی با فکس‌های سیاه و مزاحمت‌های تلفنی پی در پی آغاز کرد. گروه موفق شد تمام وب‌گاه‌های محلی و جهانی ساینتولوژی را از ۱۸ ژانویه ۲۰۰۸ از کار بیندازد. همچنین آنانیموس خیلی زود موفق به نفوذ به سرورهای ساینتولوژی و دزدیدن برخی اسناد آن‌ها شد.
در پاسخ به این حملات کلیسای ساینتولوژی وب‌گاه خود را در ۲۱ ژانویه ۲۰۰۸ به روی سرورهای کمپانی Prolexic Technologies منتقل کرد. این کمپانی متخصص در مبارزه با حملات انکار سرویس است. اما آنانیموس حملاتش را در ۲۵ ژانویه شدیداً افزایش داد. با افزایش حملات، وب‌گاه ساینتولوژی در ۲۵ ژانویه نیز همچنان خارج از دسترس باقی‌ماند.
در ۲۱ ژانویه ۲۰۰۸، آنانیموس اهداف خود را توسط یک ویدئو در یوتیوب با عنوان «پیام به ساینتولوژی» و یک اعلامیه مطبوعاتی با عنوان «اعلان جنگ علیه ساینتولولژی» اعلام کرد. در اعلامیه مطبوعاتی گفته شد که حملات با هدف تضمین آزادی بیان و پایان بهره‌برداری مالی از اعضای کلیسا ادامه خواهد داشت.
ویدئوی «پیام به ساینتولوژی» ویدئوی تام کروز را به‌طور خاص مورد اشاره قرار می‌دهد و آن را به عنوان «پروپاگاندا» توصیف می‌کند. در این ویدئو ابرها در حرکت نشان داده می‌شوند و گوینده با صدای مصنوعی کامپیوتری، خطاب به رهبران ساینتولوژی می‌گوید: «ما شما را حریفان جدی به حساب می‌آوریم. و ما خود را برای یک کارزار بسیار طولانی آماده کرده‌ایم. شما برای همیشه بر توده‌های خشمگین غلبه نخواهید کرد. روش‌های شما، دورویی شما و بی‌هنری سازمانتان ناقوس مرگش را به صدا در آورده. شما نمی‌توانید مخفی شوید، ما همه‌جا هستیم.» ویدئو ادامه می‌دهد: «ما تا زمان اخراج کامل شما از اینترنت و نابودی کلیسای ساینتولوژی در حالت کنونی‌اش ادامه خواهیم داد... ما انانیموس هستیم. ما بی‌شماریم. ما نمی‌بخشیم. ما فراموش نمی‌کنیم. منتظر ما باشید.» این ویدئو تا ۲۵ ژانویه ۲۰۰۸، تنها ۴ روز پس از قرار گرفتن این روی یوتیوب بیش از ۸۰۰۰۰۰ بار بازدید شده بود. این عدد تا ۸ فوریه ۲۰۰۸ به ۲۰۰۰۰۰۰ بازدید رسید.
در یک ویدئوی دیگر، آنانیموس سازمان‌های خبری را خطاب قرار می‌دهد و از آن‌ها بخاطر نحوه بازتاب واقعه انتقاد می‌کند. در این ویدئو آنانیموس از رسانه‌ها انتقاد می‌کند که چرا برخی جنیه‌های اعتراضات علیه کلیسای ساینتولوژی را بازتاب نمی‌دهند. ویدئو مستقیماً به مرگ شخصی به نام لیسا مک‌فرسون اشاره می‌کند. لیسا مک‌فرسون یک ساینتولوژیست بود که در سال ۱۹۹۵ به طرز مشکوکی کشته شد. در ابتدا کلیسای ساینتولوژی مسئول مرگ او شناخته شد و با اتهام جنایت در دادگاه مواجه شد. اما بعداً اتهامات کنار گذاشته شد و دعوای قانونی خانواده مک‌فرسون در سال ۲۰۰۴ مختومه شد.

### تظاهرات‌ها
در ۲۸ ژانویه ۲۰۰۸ یک ویدئوی جدید روی یوتیوب قرار داده شد که از مردم دعوت می‌کرد تا دهم فوریه روبروی مراکز ساینتولوژی جمع شوند. مانند ویدئوی‌های قبلی این در این ویدئو نیز از یک صدای مصنوعی کامپیوتری و تصویر ابرهای در حرکت استفاده شده بود. این ویدئو این که آنانیموس یک گروه «ابر هکر» هستند را تکذیب کرد و گفت: «برخلاف پنداشت رسانه‌ها، آنانیموس 'یک گروه ابر هکر' نیست... آنانیموس همه‌کس و همه‌جاست. ما رهبری نداریم. هیج وجود واحدی ما را اداره نمی‌کند».
در یک نامه به خبرگزاری سی‌نت، آنانیموس اعلام کرد که تظاهرات‌های هماهنگی را در بیشتر شهرهای بزرگ جهان برنامه‌ریزی کرده‌است. آنانیموس امیدوار بود با فعالیت در «دنیای واقعی»، افکار عمومی را نسبت به اهدافشان آگاه‌تر کنند.
فوریه ۲۰۰۸

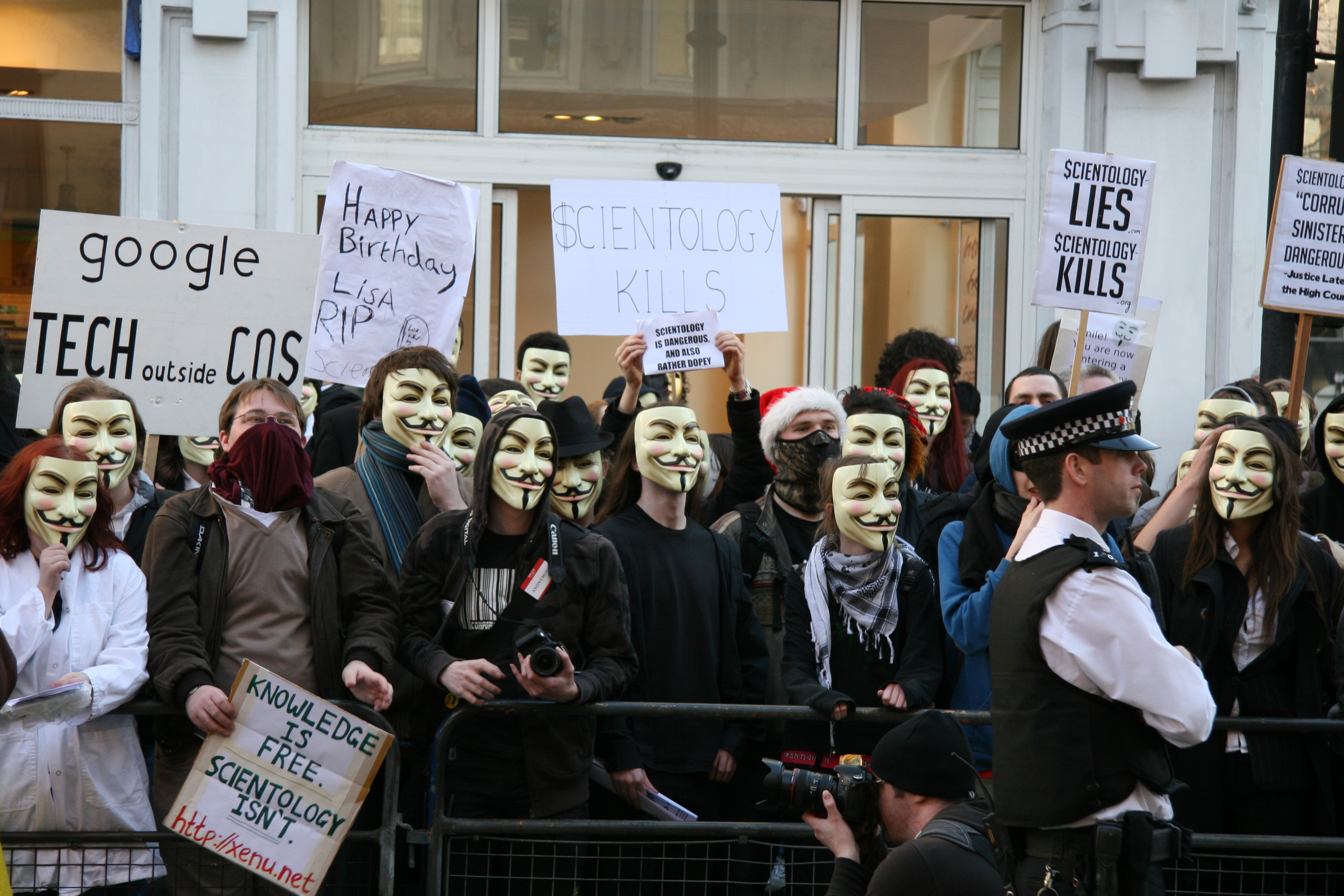
تظاهرات دهم فوریه در لندن

در روز دوم فوریه ۲۰۰۸ چند تظاهرات کوچک در شهرهای مختلفی در مقابل مراکز ساینتولوژی برگزار شد. در ۱۰ فوریه ۷۰۰۰ نفر در حداقل ۱۰۰ شهر مختلف جهان تظاهرات کردند. تنها پس از ۲۴ ساعت از شکل‌گیری اولین تظاهرات، جستجوی کلمات «ساینتولوژی» و «تظاهرات» در بخش جستجوی وبلاگ گوگل بیش از ۴۰۰۰ پاسخ به همراه داشت و بیش از ۲۰۰۰ تصویر در این مورد روی فلیکر آپلود شده بود. بیش از ۱۰۰ شهر در این روز شاهد تظاهرات بودند، شامل دوبلین، آستین، تگزاس، دالاس، بوستون و نیویورک.
مارس ۲۰۰۸
به گفته شبکه NBC11، یک زن از آنانیموس با آن‌ها تماس گرفته و گفته‌است از مارس ۲۰۰۸ تظاهرات‌های ماهیانه‌ای علیه ساینتولوژی برنامه‌ریزی شده‌است. و یک تظاهرات بزرگ نیز برای دو روز پس از زادروز بنیان‌گذار ساینتولوژی ران هابارد برنامه‌ریزی شده‌است. تظاهرات‌ها در ۱۵ مارس در استرالیا آغاز شد، و با تظاهرات در بسیاری از شهرهای بزرگ جهان شامل بروکسل، لندن، سیاتل، واشینگتن، فینیکس، منچستر، و لوس آنجلس ادامه یافت. تعداد تظاهرکنندگان در آمریکا، کانادا، اروپا و استرالیا ۷ تا ۸ هزار نفر تخمین زده شده‌است.
آوریل - می ۲۰۰۸
آنانیموس سویمین تظاهرات بزرگ بین‌المللی خود را در ۱۲ آوریل ۲۰۰۸ برگزار کرد. در ۱۰ می ۲۰۰۸ یک نوجوان روبروی کلیسای ساینتولوژی در لندن تظاهرات می‌کرد و تابلوای را حمل می‌کرد که روی آن نوشته شده بود «ساینتولوژی یک مذهب نیست، یک مکتب(Cult) خطرناک است.». این نوجوان با برخورد پلیس مواجه شد که به او گفتند حق ندارد از این کلمه(Cult) استفاده کند. ولی او به درخواست پلیس برای کنار گذاشتن تابلو توجهی نکرد. پلیس در نهایت تابلوی او را ضبط کرد و یک دعوای قانونی علیه پسر نوجوان ایجاد کرد. رئیس سازمان لیبرتی، یک سازمان دفاع از حقوق بشر، این حرکت پلیس را مسخره خواند. دعوای قانونی بعداً کنار گذاشته شد.
ژوئن - اکتبر ۲۰۰۸
در چهاردهم ژوئن ۲۰۰۸ تظاهراتی برگزار شد که در آن معترضان لباس دزدان دریایی را پوشیده بودند و تلاش می‌کردند برخی اعمال یکی از شاخه‌های ساینتولوژی به نام Sea Org را به‌طور برجسته نشان دهند. شامل اینکه -آنگونه که معترضان باور داشتند- قراردادهای محکمی بسته می‌شود که اعضای ساینتولوژی را مجبور می‌کند با یک حقوق پایین زندگی کنند، و اینکه زنان ساینتولوژیستی که حامله می‌شوند مجبور به سقط جنین می‌شوند. در ۱۸ اکتبر ۲۰۰۸ معترضان خود را به شکل مرده متحرک درآوردند تا به آنچه «کشته شدن و خودکشی‌های مشکوک ساینتولوژیست‌ها» نامیدند اشاره کنند.
دسامبر ۲۰۰۸
مراسم فرش قرمز فیلم والکیری که تام کروز بازیگر نقش اول و تهیه‌کننده آن بود، قرار بود در ۱۷ دسامبر در نیویورک برگزار شود. به گزارش خبرنگار معروف راجر فریدمن، این مراسم در یک سالن خصوصی در مرکز تایم وارنر برگزار شد، در حالی که بیشتر مراسم‌های اینچنینی در مکان‌های عمومی برگزار می‌شوند. مکان آغاز مراسم طوری انتخاب شده بود که کمترین دید را روی تظاهرکنندگان علیه ساینتولوژی داشته باشد که در مرکز تایم وارنر جمع شده بودند. به دلیلی مشابه، هنگام نمایش فیلم در لوس آنجلس، تام کروز از طریق یک تونل زیر زمینی وارد مرکز مراسم شد.
ژانویه - فوریه ۲۰۰۹
در هشتم ژانویه ۲۰۰۹ یک عضو ۱۸ ساله مرد آنانیموس، بدون پیراهن و درحالی که با وازلین، موی عانه و ناخن پوشیده شده بود وارد ساختمان ساینتولوژی در نیویورک شد و شروع به پرتاب کتاب‌ها به اطراف و مالیدن مخلوطی ساخته بود به وسایل ساختمان کرد. پلیس این مرد را «محمود صمد المهدین» شناسایی کرد. المهدین به دزدی، شرارت و آزار خشونت‌آمیز متهم شد. ۲ هفته بعد یک دانشجوی فیلم‌برداری و عضو آنانیموس به نام جاکوب اسپرجن نیز بابت فیلم‌برداری از المهدین هنگام حمله به ساختمان، با همین اتهامات روبرو شد. منتقدان ساینتولوژی مارک بانکر و جیسون بک، با این حرکت این دو ابراز مخالفت کردند.
آنانیموس یک تظاهرات را هم‌زمان با سالگرد آغاز جنبش چنولوژی در برای ۱۰ ژانویه ۲۰۰۹ تدارک دید. همچنین این گروه خود را عامل درز مدارک محرمانه ساینتولوژی به وب‌گاه ویکی‌لیکس اعلام کرد. در کنار این، آن‌ها تظاهرات‌های جهانی مختلفی را برای چند هفته در ژانویه ۲۰۰۹ به انجام رساندند.
مارس - می ۲۰۰۹
در سوم مارس ۲۰۰۹، شورای شهرستان ریورساید در کالیفرنیا قانونی را تصویب کردند که به موجب آن در هرگونه تحصن و اعتراض، معترضین باید حداقل ۳۰ فوت با املاک خصوصی فاصله داشته باشند. این قانون در اصل توسط رئیس شورا، جف استون در نوامبر ۲۰۰۸ معرفی شد. منتقدین این قانون اظهار کردند که جف استون این قانون را برای خوشامد کلیسای ساینتولوژی معرفی کرده‌است، که یکی از مراکز آن در ریورساید قراردارد.
در می ۲۰۰۹، آنانیموس به شبکه WSMV-TV گفتند که در یک تظاهرات علیه ساینتولوژی در نشویل، محافظان کلیسای ساینتولوژی به آن‌ها با خشونت حمله کرده‌اند. یکی از تظاهرکنندگان گفت که مورد حمله ۳ محافظ ساینتولوژی قرار گرفته در حالی ۴۰۰ یارد با مرکز ساینتولوژی فاصله داشته‌است. کلیسای ساینتولوژی از قبل به مأموران امنیتی گفته بود که تظاهر کنندگان «افراد خطرناکی هستند».
نوامبر ۲۰۰۹
در نوامبر ۲۰۰۹ روزنامه نیویورک پست با یکی از اعضای سابق ساینتولوژی به نام مندی مولن مصاحبه کرد. او ادعا کرد برخی اعضای ساینتولوژی را به زور مجبور به کمک مالی بیشتر به سازمان می‌شدند. او همچنین رهبران ساینتولوژی را به ابراز نظرهای شدیداً نژادپرستانه متهم کرد. یکی از رهبران ساینتولوژی در پاسخ به این اظهارات گفت: «گفته‌های مندی مولن همه دروغ‌هایی هستند در خدمت آنانیموس.. یک گروه نفرت که کلیسای ما را هدف قرار داده‌است.»

### کارزار علیه وضعیت معافیت از مالیات کلیسای ساینتولوژی
یک زن که خودش را یکی از اعضای آنانیموس معرفی کرد، به کی‌ان‌تی‌وی گفت که گروه در حال تغییر استراتژی خود برای حمله به ساینتولوژیبه روش‌هایی است که از نظر دولت ایالات متحده غیرقانونی نیستند، شامل تلاشی برای مجاب کردن اداره مالیات برای بررسی مجدد وضعیت مالیاتی کلیسای ساینتولوژی. یک زن دیگر از آنانیموس به نیوزویک گفت این گروه قصد دارد این کار را از طریق لابی‌گری به انجام برساند. مسئولین مالیاتی ایالات متحده وضعیت معافیت از مالیات کلیسای ساینتولوژی را در قبلاً در سال ۱۹۶۷ لغو کرده بود زیرا آن را یک سازمان با هدف سود مالی و کسب و کار تشخیص داده بود. اما در سال ۱۹۹۳ کلیسای ساینتولوژی دوباره از مالیات معاف شد.
آنانیموس استدلال کرد که وضعیت معافیت از مالیات کلیسا باید تغییر کند، زیرا کلیسا اعضایش را مجبور به کمک‌های مالی بزرگ به خودش می‌کند. یکی از اعضای آنانیموس که خود را "انوی" معرفی کرد به برنامه Today Tonight گفت که گروه برنامه بلندمدت برای کلیسای ساینتولوژی دارد.

## پاسخ کلیسای ساینتولوژی
در ۲۵ ژانویه ۲۰۰۸، یکی از سخنگویان کلیسای ساینتولوژی با اشاره به آنانیموس گفت: «این نوع افراد اطلاعات اشتباهی در مورد ساینتولوژی دارند.» یکی دیگر از سخنگویان در تورونتو گفت که برایش هیچ اهمیتی ندارد که این گروه مسئول قطع دسترسی به وب‌گاه ساینتولوژی بوده‌است. یکی از سخنگویان به نام ایوت شنک یه روزنامه Sun Media گفت که از نظر او اعضای آنونیموس یک مشت «گیک کامپیوتر رقت انگیز» هستند.
در ۲۸ ژانویه ۲۰۰۸ گزارش شد که کلیسای ساینتولوژی از اف‌بی‌آی و اداره پلیس لس‌آنجلس خواسته‌است تا یک تحقیق را در باره موارد جنایی احتمالی در مورد حملات انکار سرویس آغاز کنند. در یک اطلاعیه منتشر شده در ویکی‌خبر، یکی از کارکنان کلیسای ساینتولوژی اقدام قانونی علیه آنانیموس را تأیید کرد.

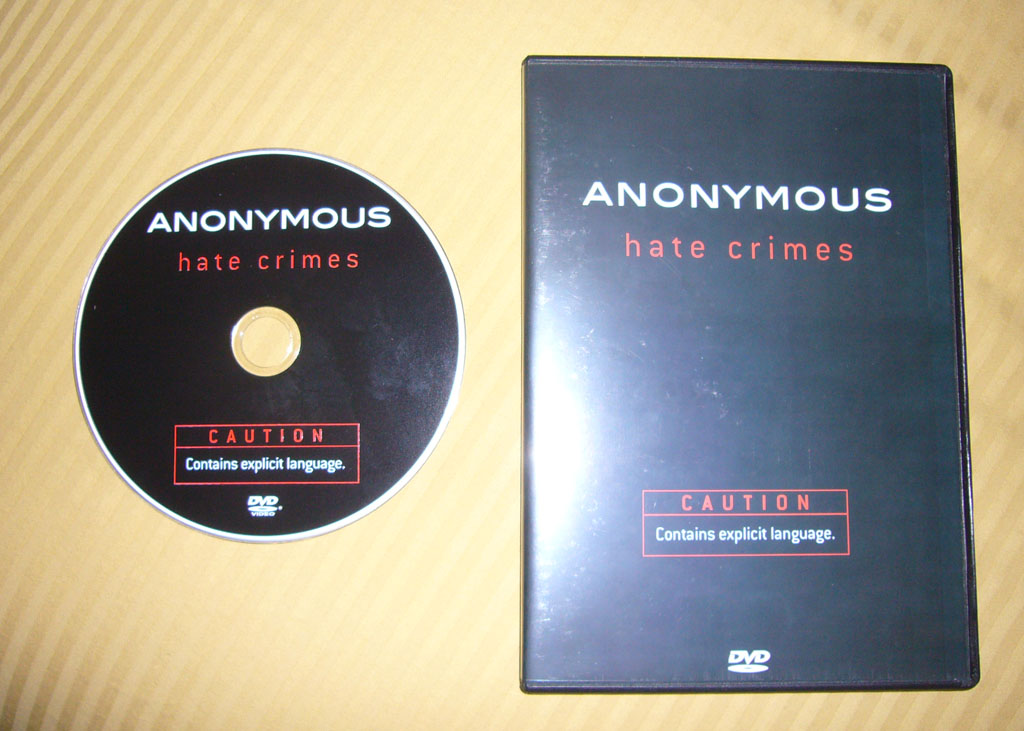
دی‌وی‌دی «جنایات ناشی از تنفر آنانیموس» ساخته شده توسط کلیسای ساینتولوژی

کلیسای ساینتولوژی در ۷ فوریه ۲۰۰۸ بیانیه‌ای در مورد تظاهرات بین‌المللی آنانیموس در دهم فوریه منتشر کرد. این بیانیه معترضان را «تروریست سایبری» خواند و گفت:«ما این موضوع را به دلیل طبیعت تهدیداتی که این گروه علناً انجام داده‌است جدی می‌گیریم. ما هر گام لازمی را برای حفاظت از کارکنان و اعضای جامعه با همکاری با مسئولین قانونی بر خواهیم داشت.» بیانیه همچنین کارهای اعضای پروژه چنولوژی را «جنایت ناشی از تنفر» و «تعصب مذهبی» خواند و گفت که این گروه با مانیفست حزب کمونیست و نبرد من رهبری می‌شوند. یکی از تنظیم کنندگان تظاهرات پروژه چنولوژی در این مورد گفت که نمی‌داند کلیسای ساینتولوژی این حرف‌ها را از کجا آورده، و فکر نمی‌کند که درست باشند. با نظر به این واقعیت که خودش هم یک معتقد به سرمایه‌داری و هم یک یهودی است.
کلیسای ساینتولوژی ویدئویی را در یوتیوب قرار داد که ادعا می‌کرد اعضای آنانیموس «تروریست» هستند و می‌گفت که این گروه در حال ارتکاب به «جنایت ناشی از تنفر» علیه کلیسا است. این ویدئو هیچ مدرکی برای پشتیبانی از ادعایش ارائه نمی‌کند، و اف‌بی‌آی نیز هیچ مظنونی را برای بیشتر تهدیدات اشاره شده در ویدئو معرفی نکرده‌است. آنانیموس نقش داشتن در چند مورد از اتهامات جدی را تکذیب کرده‌است. کلیسا همچنین یک دی‌وی‌دی شامل این ویدئو را نیز منتشر کرد. این دی. وی. دی آنانیموس را یک گروه «خطرناک» توصیف کرد و آن‌ها را متهم به ایجاد تهدید علیه کلیسا کرد.
یک کاربر یوتیوب با نام کاربری «AnonymousFacts»، که رادار آنلاین آن را مرتبط با ساینتولوژی دانسته‌است، نام و اطلاعات شخصی چندین عضو مفروض آنانیموس را منتشر کرد و آن‌ها را به تروریسم متهم کرد. یوتیوب سریعاً این ویدئو را حذف کرد و کاربر «AnonymousFacts» را نیز بست.

## واکنش‌ها
آندره‌آس هلدال-لاند، بنیان‌گذار وبگاه منتقد ساینتولوژی و سازمان ناسودبر عملیات کلمبیک، در اعلامیه‌ای از حملات الکترونیک علیه ساینتولوژی انتقاد کرد. هلدال-لاند گفت: «مردم باید دسترسی آسان به هر دو طرف داشته باشند و خودشان قضاوت کنند. آزادی بیان یعنی ما باید به همه اجازه بیان عقایدشان را بدهیم. شامل آن‌هایی که ما شدیداً مخالفشان هستیم. من معتقدم که کلیسای ساینتولوژی یک سازمان جنایتکار است و مکتبی است که توسط بیانگذار خیالبافش برای سوءاستفاده از مردم ایجاد شده. با این حال من متعهد به جنگیدن برای حق آن‌ها برای بیان عقایدشان هستم.»
مارک بانکر، خبرنگار برنده جایزه امی، منتقد ساینتولوژی و مسئول وب‌گاه XenuTV.com، یک ویدئو روی یوتیوب قرار داد و در آن از آنانیموس خواست تا کارزار خود را علیه ساینتولوژی خفیف‌تر کند. به گفته رادیوی عمومی ملی، مارک بانکر به یک «صدای قابل احترام» برای بسیاری از اعضای آنانیموس تبدیل شده‌است، و آن‌ها او را «مرد ریشوی عاقل»(به انگلیسی: Wise Beard Man) می‌نامند. بانکر به نیوزویک گقت که از دیدن گروه بزرگی از جوانان مستقل که علیه ساینتولوژی عمل می‌کنند خیلی خوشحال شده‌است، اما همچنین اظهار کرد که نگران امنیت آن‌ها است: «من می‌دانم که ساینتولوژی چگونه کار می‌کند: آن‌ها این افراد رو به دردسر خواهند انداخت... من خیلی نگران امنیت آن‌ها هستم. و از ظرف دیگر من نگران امنیت ساینتولوژیست‌ها نیز هستم.» بانکر گفت که بیش از ۶۰۰۰ ایمیل از افرادی دریافت کرده که گفته‌اند اعضای آنانیموس هستند. بانکر در تظاهرات دهم فوریه ۲۰۰۸ در لس‌آنجلس به همراه آنانیموس شرکت کرد.
توری کریستمن، منتقد ساینتولوژی و ساینتولوژیست سابق از ۱۹۶۹ تا ۲۰۰۰، اظهار کرد که وی با روش‌های غیرقانونی مخالف است، اما از هجوم جدید منتقدان ساینتولوژی خوشحال است. کریستمن به برنامه مورنینگ ادیشن گفت: «مانند این است که ما به تنهایی در یک بیابان در حال جنگ تن به تن با آن‌ها بودیم که ناگهان یک ارتش عظیم از راه رسید که نه تنها هزاران سرباز، بلکه ابزار بهتری نیز داشت...»